# Papín
Papín (in ungherese Papháza, in tedesco Pfaffendorf) è un comune della Slovacchia facente parte del distretto di Humenné, nella regione di Prešov.